# Alfred Picard
Pour les articles homonymes, voir Picard.
Alfred Picard, né le 21 décembre 1844 à Strasbourg et mort le 8 mars 1913 à Paris, est un ingénieur et un administrateur français. Il fut vice-président du Conseil d'État de 1912 à 1913.
Il a publié en 1884 un ouvrage en six volumes sur les chemins de fer.

## Biographie
Il entre à l'École polytechnique en 1862, puis à l'École des ponts et chaussées. La guerre de 1870 le trouve ingénieur du canal des houillères de la Sarre et du canal des salines de Dieuze. Attaché aux travaux de défense de Metz, il prend du service dans l'armée de la Loire. En 1872, il est appelé aux fonctions du contrôle de l'exploitation des Chemins de fer de l'Est et du canal de la Marne au Rhin, qu'il exerce jusqu'en 1879, et au cours desquelles il dirige d'importants travaux.
En 1880, il est chef de cabinet du ministre des Travaux publics, Henri Varroy, et directeur du personnel du ministère avant de prendre, en 1885, la direction générale des ponts et chaussées, des mines et des chemins de fer. Nommé au Conseil d'État en 1882, il devint président de section en 1886.
Il est rapporteur général de l'Exposition universelle de 1889 et publie à cette occasion un rapport qui le désigne pour la direction de l'Exposition de 1900, dont il est le commissaire général. Il est grand-croix de la Légion d'honneur la même année.
Après la clôture de l'Exposition de 1900, dont le succès, quoique contesté, est cependant réel[réf. nécessaire], Alfred Picard entreprend la rédaction d'un rapport important, en six volumes, intitulé Le Bilan d'un siècle, selon le titre même de l'Exposition. Il préside ensuite la commission chargée d'étudier les questions d'organisation du réseau de l'État, après le rachat de l'Ouest, et il est élu membre de l'Académie des sciences en 1902. Quoiqu'il n'ait jamais fait de politique et ne soit ni député, ni sénateur, sa réputation d'administrateur le fait appeler au ministère de la Marine par Georges Clemenceau, mais il n'y reste pas assez longtemps (21 octobre 1908 - 29 juillet 1909) pour instituer les réformes que l'on attendait de lui. Le 27 février 1912, il est appelé à la vice-présidence du Conseil d'État. »

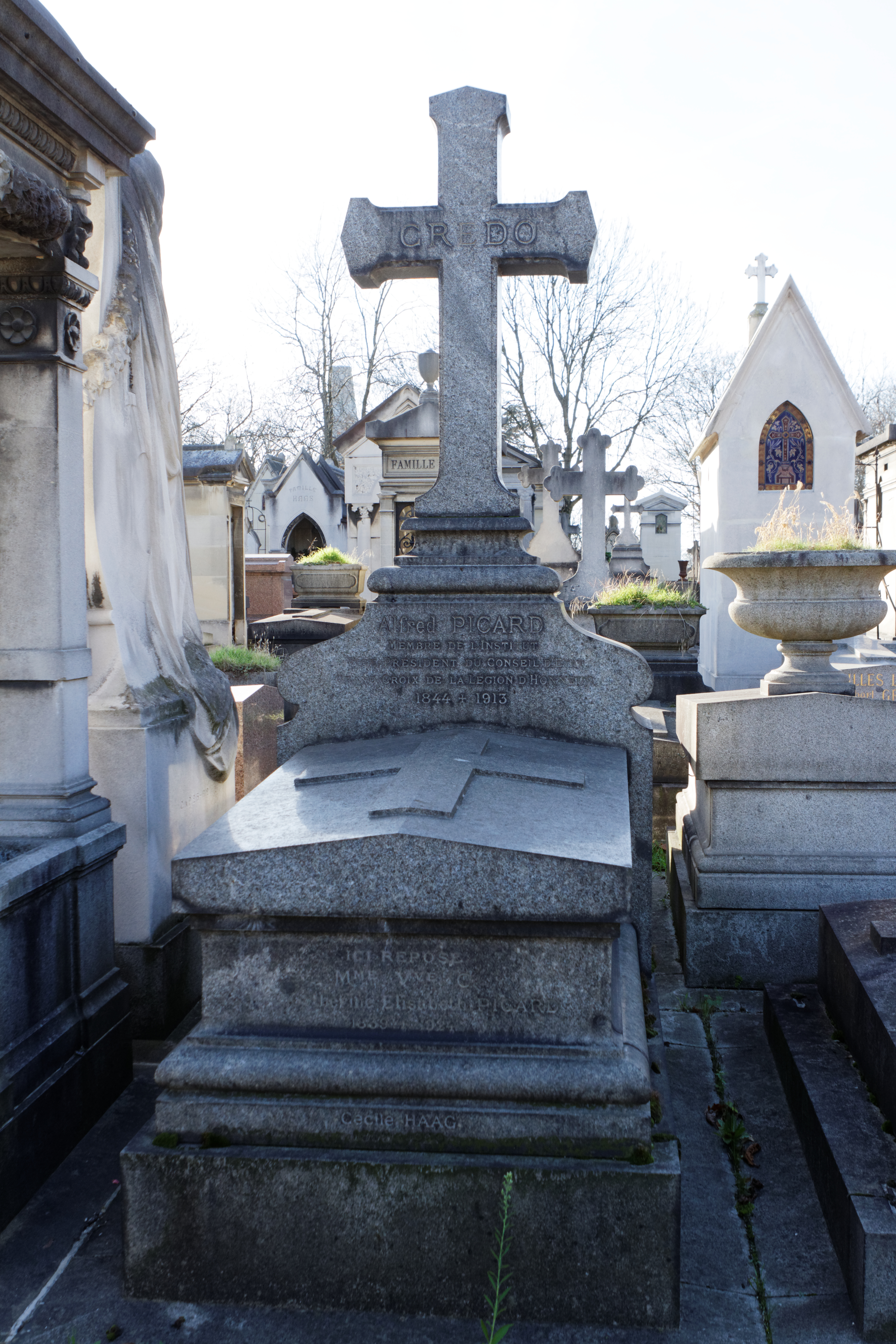
Tombe d'Alfred Picard au cimetière du Père-Lachaise (division 82).

Il est inhumé au cimetière du Père-Lachaise (82e division).

## Distinctions
- Grand-croix de la Légion d'honneur en 1900.
- Grand-croix de l'ordre de Charles III le 29 octobre 1900[1]
- Commandeur de l'ordre du Mérite agricole (1900)

## Publication
- Les chemins de fer français : étude historique sur la constitution et le régime du réseau, vol. 1 (6 volumes), Paris, J. Rothschild, 1884 (lire en ligne).
- Le bilan d’un siècle (1801-1900), Paris, 1900

### Iconographie
- Dornac, Portrait de l'ingénieur et administrateur Alfred Picard (Strasbourg, 1844 - Paris, 1913) dans son bureau, entre 1885 et 1895, photographie, Paris, musée Carnavalet (notice en ligne).